# Pomacentrus smithi
Pomacentrus smithi är en fiskart som beskrevs av Fowler och Bean 1928. Pomacentrus smithi ingår i släktet Pomacentrus och familjen Pomacentridae. IUCN kategoriserar arten globalt som livskraftig. Inga underarter finns listade i Catalogue of Life.